# Werner Baer
Werner Baer (Offenbach, 6 de maio de 1931 - Urbana, 31 de março de 2016), foi um economista, professor e escritor americano.

## Biografia
Werner Baer ensinou na Universidade de Illinois em Urbana-Champaign e foi professor de economia de Jorge Lemann. Recebeu seu diploma de bacharel do Queen's College, em 1953, e concluiu um Mestrado e um Doutorado da Universidade Harvard, em 1955 e 1958, respectivamente. Sua investigação foi centrada na América latina, sua industrialização e seu desenvolvimento econômico, especialmente sobre a substituição de importações (ISI) e mais especificamente sobre o Brasil.
A pesquisa e a escrita de Baer concentraram-se principalmente nas áreas de industrialização, crescimento e desenvolvimento econômico, políticas públicas, inflação e distribuição de renda e equidade.
Um dos aspectos singulares do trabalho de Baer é a ligação que ele faz entre legados históricos, sociais e institucionais do passado brasileiro e seu envolvimento direto e contínuo com as questões mais atuais de política econômica e pública.
Atuou nos conselhos editoriais da Revista Luso-Brasileira, Revista de Mercados Emergentes, Economia Aplicada, Revista Latino-Americana de Negócios, Revista Latino-americana de História Econômica e Social, Revista Paraguaia de Estudos Sociológicos, Revista Latino-Americana de Pesquisa e Desenvolvimento Mundial.
Lecionou em Yale (1961–1965), Vanderbilt (1965–1974) e na Universidade de Illinois (1974–2016), e serviu como conselheiro de programa da Fundação Ford no Rio de Janeiro de 1967 a 1976. Ele incentivou um grande número de jovens a ingressar em estudos brasileiros e recrutou muitos, tanto dos Estados Unidos quanto do Brasil, para realizar estudos de doutorado em economia sob sua direção.
Carlos Alberto Braga, economista do Banco Mundial, observa que não só a análise de Baer sobre o desenvolvimento econômico latino-americano ocupa um lugar merecido na literatura econômica dedicada à região, mas também que ele era um pensador e pesquisador altamente influente. Isso porque ele foi responsável por estabelecer uma das maiores redes de interessados nas economias da América Latina. Seu impacto nos debates sobre a experiência econômica da América Latina vai muito além de seus escritos. Rafael Correa, atual presidente do Equador, e Alexandre Tombini, ex-presidente do Banco Central do Brasil, foram aconselhados por Baer durante seu tempo em Illinois.
Seu livro, A Economia Brasileira: Crescimento e Desenvolvimento, é um dos únicos estudos abrangentes em inglês sobre todos os aspectos do desenvolvimento econômico do Brasil e está atualmente em sua 7ª edição.
Atuou como professor convidado na Pontifícia Universidade Católica do Rio de Janeiro, Brasil, assim como na Universidade Nova de Lisboa, Portugal. Ele também atuou como professor assistente na universidade de Yale e como professor em Harvard.
Werner Baer morreu depois de uma súbita e breve doença, em 31 de Março de 2016.

## Obras
Ele tinha um histórico notável de realizações acadêmicas, incluindo livros como:
- Industrialização e Desenvolvimento Econômico no Brasil, (1965),[5][6]
- O Desenvolvimento da Indústria Siderúrgica Brasileira, (1970),[7]
- A Economia Brasileira: Seu Crescimento e Desenvolvimento, (1979),[8][9]

Bem como um longo fluxo de artigos sobre uma ampla gama de questões econômicas e políticas.

## Homenagens
As múltiplas contribuições de Baer têm sido amplamente reconhecidas em todo o mundo:
- Ordem Nacional do Cruzeiro do Sul do Governo do Brasil (1982),
- Doutor honoris causa pela Universidade Federal do Ceará (1993),[11]
- Medalha de Honra da Inconfidência do Estado de Minas Gerais (1995),
- Doutor honoris causa pela Universidade Nova de Lisboa (1999/2000),
- Ordem de Rio Branco do Ministério das Relações Exteriores do Brasil (dezembro de 2000),
- A Fundação Lemann criou o Prêmio Werner Baer de Notável Serviço Público,[12][13][14]